# Remeniny
Remeniny (maďarsky Remenye) jsou obec na Slovensku v okrese Vranov nad Topľou. Žije zde 273 obyvatel.

## Geografie
Leží v jižní části Nízkých Beskyd v údolí Voľanského potoka, nedaleko jeho soutoku s řekou Topľa. Mírně zvlněný povrch odlesněného katastru tvoří horniny bradlového pásma a třetihorní flyš, na svazích jsou mocné svahové hlíny.

## Historie
Obec byla založena na základě zákupního práva. Je doložena v roce 1356 ve formě Remenynpataka, později jako Remenine (1773), Remenyine (1786), Remeniny (1808).
V první písemné zmínce je obec zmíněna jako majetek šlechticů z Rozhanovců (panství Skrabské), k němuž patřila do začátku 16. století. V roce 1828 měly Remeniny 46 domů a 347 obyvatel. V letech 1850-1880 se z obce vystěhovalo mnoho lidí. Obyvatelé byli známí chovem prasat a skotu.
Po roce 1918 se obyvatelé zabývali zemědělstvím, prací v lesích, chovem dobytka a tkalcovstvím. V první polovině 20. století žil v obci známý řezbář Š. Beran. Od roku 1943 v katastru působily partyzánské skupiny. Za pomoc SNP byla obec vyznamenána Památnou medailí SNP. JZD bylo založeno v roce 1950, od roku 1958 bylo celoobecní. Část obyvatel pracovala v průmyslových podnicích v Prešově.

## Stavby
Pro obec je typická potoční řadová zástavba. Srubové omazané a obílené nebo kamenné zděné a omítnuté tříprostorové domy s valbovou slaměnou střechou, druhotně z tvrdé krytiny, jsou z 19. století. Dvory jsou uzavřeny laťkovými vraty.